# Trần Quang Khôi
Trần Quang Khôi (24 tháng 1 năm 1930 – 1 tháng 4 năm 2023), nguyên là một tướng lĩnh Kỵ binh của Quân lực Việt Nam Cộng hòa, cấp bậc Chuẩn tướng. Ông xuất thân từ những khóa đầu tiên ở trường Võ bị Liên quân do Chính phủ Quốc gia thành lập trên cơ sở trước đó là trường Võ bị Liên quân Viễn Đông của Quân đội Pháp. Được sự hỗ trợ huấn luyện của Quân đội Pháp nhằm mục đích đào tạo sĩ quan người Việt phục vụ Quân đội Quốc gia trong Quân đội Liên hiệp Pháp. Thời gian tại ngũ, ông đã tuần tự giữ từ chức vụ nhỏ trong chuyên ngành của mình cho đến chức vụ Chỉ huy một đơn vị Kỵ binh cấp Lữ đoàn, trách nhiệm yểm trợ cho một Quân khu.

## Tiểu sử & Binh nghiệp
Ông sinh ngày 24 tháng 1 năm 1930 trong một gia đình đại điền chủ giàu có. Ông sinh ra ở quê ngoại tại làng Đa Phước Hội, Quận Mỏ Cày, Tỉnh Bến Tre, miền Tây Nam phần Việt Nam, ông là người con thứ 5 trong tổng số 12 anh chị em. Ông lớn lên ở làng Vĩnh Thanh Vân, huyện Châu Thành, tỉnh Kiên Giang. Do gia đình có điều kiện nên khi còn là học sinh Trung học ông được học ở những ngôi trường danh tiếng. Từ năm 1943 đến năm 1945, ông theo học ở trường Trung học Tabert, Sài Gòn. Năm 1946 đến năm 1949, trường Trung học Phan Thanh Giản, Cần Thơ và từ năm 1949 đến năm 1951 trường trung học Le Myre de Vilers, Mỹ Tho. Tốt nghiệp với văn bằng Tú tài toàn phần Pháp (Part II).

### Quân đội Quốc gia Việt Nam
Cuối năm 1951, thi hành lệnh động viên ông nhập ngũ vào Quân đội Quốc gia, mang số quân: 50/119.246. Theo học khóa 6 Đinh Bộ Lĩnh tại trường Võ bị Liên Quân Đà Lạt, khai giảng ngày 1 tháng 12 năm 1951. Ngày 1 tháng 10 năm 1952 mãn khóa tốt nghiệp với cấp bậc Thiếu úy hiện dịch.. Ra trường, ông được chọn về Binh chủng Thiết giáp và tiếp tục theo học khóa căn bản Binh chủng tại Trung tâm Huấn luyện Thiết giáp Viễn Đông của Quân đội Pháp tại Vũng Tàu.
Tháng 4 năm 1953, sau khi mãn khóa căn bản ông được điều động về Đại đội 5 thuộc Tiểu đoàn Thám thính giữ chức vụ Trung đội trưởng Trung đội 4 kiêm Đại đội phó đồn trú tại Thái Bình, Bắc Việt do Trung úy Trần Văn Ái làm Đại đội trưởng.
Tháng 6 năm 1954, ông chuyển sang làm Trung đội trưởng Chiến xa Obusier 75 ly kiêm Đại đội phó Đại đội 3 Thám thính tại Nam Định do Đại úy Nguyễn Duy Hinh làm Đại đội trưởng. Sau Hiệp định Genève (ngày 20 tháng 7), ông cùng đơn vị di chuyển vào Nam đồn trú tại Đà Nẵng. Ngày 1 tháng 10 cùng năm, ông được thăng cấp Trung úy tại nhiệm. Sau đó một tháng, ông được cử đi du học khóa cao cấp Thiết giáp Kỵ binh tại trường Saumur, Pháp đến trung tuần tháng 8 năm 1955 mãn khóa.

### Quân đội Việt Nam Cộng hòa
Tháng 8 năm 1955, sau khi từ Quân đội Quốc gia chuyển sang phục vụ Quân đội Việt Nam Cộng hòa, ông được thăng cấp Đại úy và được cử làm Chi đoàn trưởng chi đoàn Thủy Xa Cua thuộc Liên đoàn 5 Thủy Xa tại Nhà Bè, Gia Định. Đến tháng 9 năm 1956, chuyển đi làm Trưởng ban 3 Trung đoàn 2 Thiết giáp tại Mỹ Tho. Giữa năm 1957, ông được chỉ định làm Trung đoàn phó Trung đoàn 4 Thiết giáp tại Huế. Giữa năm 1958, ông được cử đi du học khóa cao cấp Thiết giáp tại Trường Thiết giáp Lục quân Fort Knox, Tiểu bang Kentucky, Hoa Kỳ. Tháng 6 năm 1959, mãn khóa về nước ông được giữ chức vụ Chỉ huy phó trường Thiết giáp kiêm Giám đốc Huấn luyện tại Thủ Đức do Thiếu tá Nguyễn Phúc Vĩnh Lộc làm Chỉ huy trưởng. Kế tiếp, ông được cử đi học khóa 2 ở trường Chiến tranh Chính trị tại Sài Gòn.
Tháng 6 năm 1960, ông được thăng cấp Thiếu tá và được chỉ định làm Trung đoàn phó Trung đoàn 6 Thiết giáp tại Quảng Trị. Tháng 12 cùng năm, chuyển sang làm Trung đoàn phó Trung đoàn 3 Thiết giáp tại Pleiku.
Đầu tháng 2 năm 1964 sau cuộc Chỉnh lý nội bộ ngày 30 tháng 1 các tướng lãnh trong Hội đồng Quân nhân Cách mạng để lên nắm quyền lãnh đạo của tướng Nguyễn Khánh, ông được biệt phái sang đơn vị Bộ binh giữ chức vụ quyền Chỉ huy Trung đoàn 41 thuộc Sư đoàn 22 Bộ binh đóng tại Kontum do Thiếu tướng Linh Quang Viên làm Tư lệnh Sư đoàn. Tháng 7 cùng năm, chuyển về Bộ Tư lệnh Quân đoàn II tại Pleiku giữ chức vụ Trưởng phòng 3 Kế hoạch hành quân, Tư lệnh Quân đoàn là Thiếu tướng Nguyễn Hữu Có. Tháng 12 cùng năm, chuyển trở lại binh chủng cũ, ông được cử làm Chiến đoàn phó Chiến đoàn 5 Chiến xa tại Gò Vấp.
Tháng 8 năm 1965, ông được thăng cấp Trung tá giữ chức vụ Trung đoàn trưởng Trung đoàn 5 Thiết giáp tại Xuân Lộc, Long Khánh. Đến đầu năm 1967, được lệnh bàn giao chức vụ Trung đoàn trưởng Trung đoàn 5 lại cho Thiếu tá Phạm Đăng Chương. Tháng 7 cùng năm, ông được cử đi làm Tham vụ báo chí ở Tòa Đại sứ Việt Nam Cộng hòa tại Seoul, Nam Hàn do Trung tướng Đỗ Cao Trí làm Đại sứ. Tháng 8 năm 1968, về nước được chỉ định làm Chánh văn phòng Tư lệnh Quân đoàn III do Trung tướng Đỗ Cao Trí làm Tư lệnh.
Tháng 6 năm 1969, ông được thăng cấp Đại tá, một lần nữa biệt phái qua Bộ binh giữ chức Tư lệnh phó Sư đoàn 18 Bộ binh tại Xuân Lộc, Long Khánh do Chuẩn tướng Lâm Quang Thơ làm Tư lệnh Sư đoàn. Đầu năm 1970, ông được chỉ định làm Tư lệnh Lữ đoàn 3 Kỵ binh tại Biên Hòa. Tháng 8 năm 1972, ông được cử đi du học khóa Tham mưu cao cấp (khóa 1972 - 1973) thụ huấn 42 tuần tại Học viện Chỉ huy và Tham mưu Fort Leavenworth, Kansas, Hoa Kỳ, sau khi bàn giao Lữ đoàn 3 Thiết giáp lại cho Đại tá Nguyễn Kim Định. Đến tháng 5 năm 1973, mãn khóa về nước ông nhận nhiệm vụ làm Trưởng khối Huấn luyện Chiến thuật tại trường Chỉ huy & Tham mưu ở Long Bình, Biên Hòa, Chỉ huy trưởng là Trung tướng Nguyễn Bảo Trị. Ngày 7 tháng 11 cùng năm, tái nhiệm chức vụ Tư lệnh Lữ đoàn 3 Kỵ binh tại Biên Hòa. Ngày 1 tháng 4 năm 1974, ông được thăng cấp Chuẩn tướng tại nhiệm.

## Huy chương
- Huy chương Việt Nam Cộng hòa:
-Bảo quốc Huân chương đệ tam đẳng (ân thưởng)
-Hai mươi hai Anh dũng Bội tinh (9 nhành dương liễu, 4 sao vàng, 9 sao bạc)
-Chiến thương Bội tinh và một số huy chương quân sự, dân sự khác
- Huy chương Ngoại quốc:
-Huy chương đồng Bronze Star (Hoa Kỳ)
-Huân chương Chung Nu (Đại Hàn).

## Gia đình
- Thân phụ: Trần Quang Chiêu
- Thân mẫu: Lê Thị Hòa (Hai cụ sinh 12 người con (7 trai, 5 gái), tướng Khôi là thứ 5).
- Nhạc phụ: Lâm Đức Hương
- Nhạc mẫu: Trương Thị Sâm.
- Bào huynh: Trần Quang Bính, Trần Quang Cần, Trần Quang Hiển.
- Bào tỷ: Trần Thị Trầm
- Bào đệ: Trần Quang Nghĩa, Trần Quang Đồng, Trần Quang Tấn.
- Bào muội: Trần Thị Thân, Trần Hồng Liên, Trần Cẩm Vân, Trần Thị Trinh.
- Phu nhân: Lâm Tú Anh

Ông bà có 4 người con (2 trai, 2 gái)
Trần Quang Phong, Trần Thanh Hương, Trần Thanh Xuân, Trần Quang Trung.